# 日置佐堤麻呂
日置 佐堤麻呂（へき の さでまろ、生没年不詳）は、奈良時代の地方官人。名は佐底麻呂、佐宜麻呂とも記される。姓は臣。出雲氏の一族で、出雲郡大領・置部布弥の孫。官位は外正八位下・出雲郡大領。

## 史料
- 『日本古代人名辞典』